# Elsa Lanchester
Pour les articles homonymes, voir Lanchester.

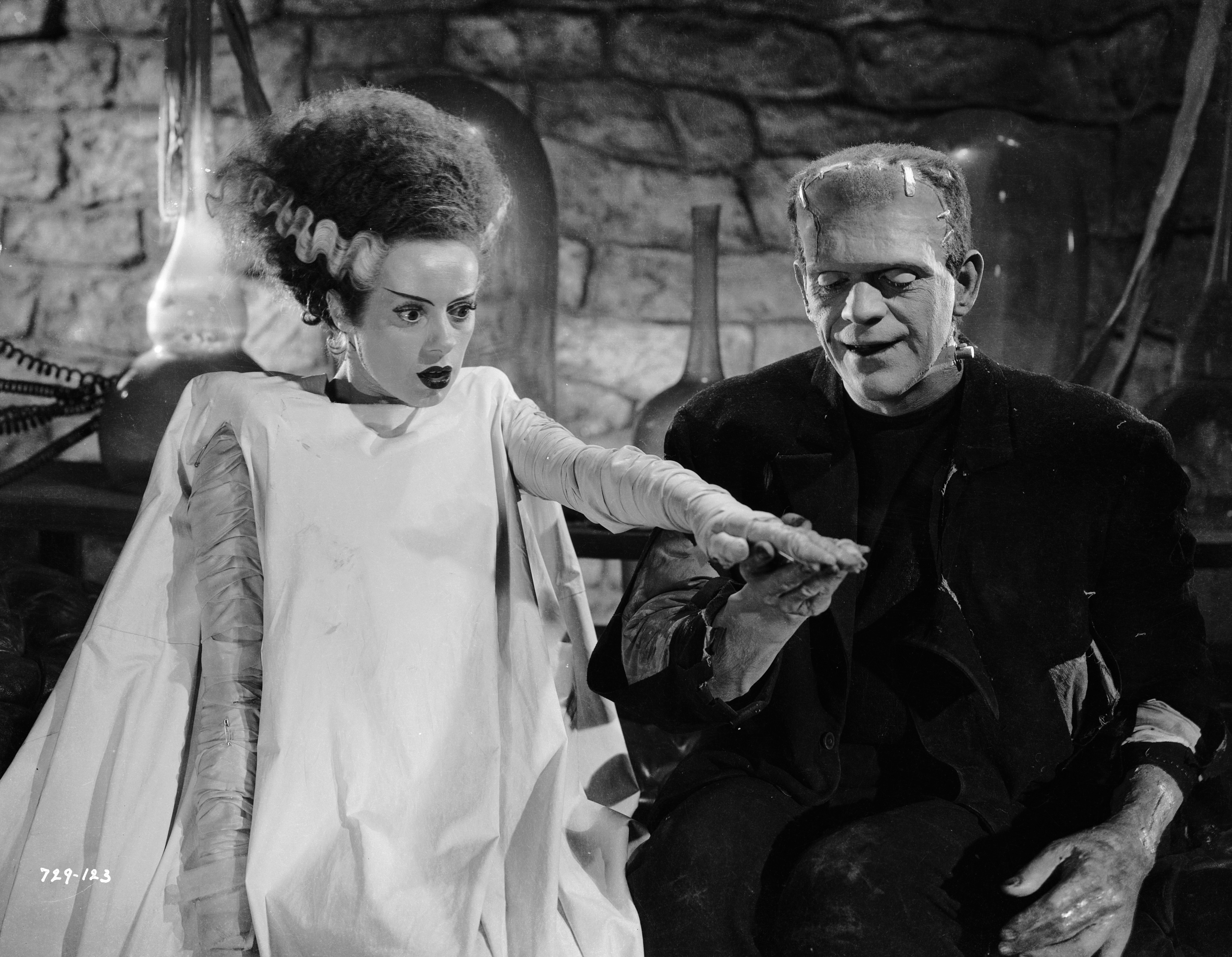
La Fiancée de Frankenstein (1935) avec Boris Karloff.

Elsa Lanchester est une actrice anglaise, née le 28 octobre 1902 à Lewisham (Royaume-Uni), et morte le 26 décembre 1986 à Woodland Hills (Los Angeles), États-Unis. Elle a épousé en 1929 Charles Laughton.

## Biographie
Adolescente, elle étudie la danse à Paris avec Isadora Duncan puis l'enseigne quelque temps plus tard à Londres. Elle y fait du théâtre et du cabaret où elle chante des airs et ballades victoriennes. Elle débute au cinéma en 1925. En 1927, dans une pièce d'Arnold Bennett, elle rencontre Charles Laughton qu'elle épouse deux ans plus tard.
Elle devient célèbre pour son rôle de monstre dans La Fiancée de Frankenstein.
Elle décède des suites d'une pneumonie.

## Filmographie
- 1925 : The Scarlet Woman: An Ecclesiastical Melodrama : Beatrice de Carolle
- 1927 : One of the Best : Kitty
- 1928 : Blue Bottles : Elsa
- 1928 : The Tonic : Elsa
- 1928 : Daydreams : Elsa
- 1928 : The Constant Nymph : Lady
- 1929 : Mr. Smith Wakes Up
- 1930 : Comets
- 1930 : Ashes : Girl
- 1931 : Potiphar's Wife : Therese
- 1931 : The Stronger Sex : Thompson
- 1931 : The Officer's Mess (en) : Cora Melville
- 1931 : The Love Habit : Mathilde
- 1933 : La Vie privée d'Henry VIII (The Private Life of Henry VIII) : Anne of Cleves
- 1934 : The Private Life of Don Juan : Maid
- 1935 : David Copperfield (The Personal History, Adventures, Experience, and Observation of David Copperfield, the Younger) : Clickett
- 1935 : La Fugue de Mariette (Naughty Marietta) de Robert Z. Leonard et W. S. Van Dyke : Madame d'Annard
- 1935 : La Fiancée de Frankenstein (Bride of Frankenstein) : Mary Wollstonecraft Shelley / The Monster's Mate
- 1935 : Fantôme à vendre (The Ghost Goes West) : Miss Shepperton
- 1936 : Rembrandt : Hendrickje Stoffels
- 1938 : Vessel of Wrath : Martha Jones
- 1941 : Ladies in Retirement : Emily Creed
- 1942 : Le Chevalier de la vengeance (Son of Fury: The Story of Benjamin Blake) : Bristol Isabel
- 1942 : Six destins (Tales of Manhattan) : Elsa Smith
- 1943 : Et la vie recommence (Forever and a Day) : Mamie (hotel maid)
- 1943 : Thumbs Up (en) : Emma Finch
- 1943 : Fidèle Lassie (Lassie Come Home) : Mrs. Helen Carraclough
- 1944 : Passport to Destiny de Ray McCarey : Ella Muggins
- 1946 : Deux Mains, la nuit (The Spiral Staircase) : Mrs. Oates
- 1946 : Le Fil du rasoir (The Razor's Edge) : Miss Keith - Princess' Secretary
- 1947 : Poste avancé (Northwest Outpost) d'Allan Dwan : Princess 'Tanya' Tatiana
- 1947 : Honni soit qui mal y pense (The Bishop's Wife) : Matilda
- 1948 : La Grande Horloge (The Big Clock) : Louise Patterson
- 1949 : Le Jardin secret (The Secret Garden) : Martha
- 1949 : Les Sœurs casse-cou (Come to the Stable) de Henry Koster : Amelia Potts
- 1949 : Vive monsieur le maire (The Inspector General) : Maria
- 1950 : La Fille des boucaniers (Buccaneer's Girl) : Mme Brizar
- 1950 : Le Mystère de la plage perdue (Mystery Street) : Mrs. Smerrling
- 1950 : La Scandaleuse Ingénue (The Petty Girl) : Dr Crutcher
- 1950 : La Femme sans loi (Frenchie) : Countess
- 1952 : Un grand séducteur (Dreamboat) : Dr Matilda Coffey
- 1952 : Les Misérables de Lewis Milestone : madame Magloire
- 1952 : Androclès et le Lion (Androclès and the Lion) : Thelma
- 1954 : Les Bas-fonds d'Hawaï (Hell's Half Acre), de John H. Auer : Lida O'Reilly
- 1954 : Le clown est roi (3 Ring Circus), de Joseph Pevney : la femme à barbe
- 1955 : La Pantoufle de verre (The Glass Slipper) de Charles Walters : la veuve Sonder
- 1955 : Alice au pays des merveilles (téléfilm) : Red Queen
- 1957 : Témoin à charge (Witness for the Prosecution) : miss Plimsoll
- 1958 : L'Adorable Voisine (Bell Book and Candle) : Aunt Queenie Holroyd
- 1962 : The Flood (téléfilm) : Noah's Wife (voix)
- 1964 : Honeymoon Hotel : Chambermaid
- 1964 : Mary Poppins : Katie Nanna
- 1964 : Pajama Party : Aunt Wendy
- 1965 : The John Forsythe Show (série télévisée) : miss Margaret Culver
- 1965 : L'Espion aux pattes de velours (That Darn Cat!) : Kipp MacDougall (Mrs. MacDougall)
- 1967 : Trois gars, deux filles... un trésor (Easy Come, Easy Go) : Madame Neherina
- 1968 : Le Fantôme de Barbe-Noire (Blackbeard's Ghost) : Emily Stowecroft
- 1969 : Rascal : Mrs. Satterfield
- 1969 : Me, Natalie : Miss Dennison
- 1969 : My Dog, the Thief (téléfilm) : Mrs. Formby
- 1969 : In Name Only (téléfilm) : Gertrude Caruso
- 1971 : Willard : Henrietta Stiles
- 1973 : Terror in the Wax Museum : Julia Hawthorn
- 1973 : Arnold : Hester
- 1976 : Un cadavre au dessert (Murder by Death) : miss Jessica Marbles
- 1980 : Die Laughing : Sophie

## Distinction
- 1958 : Golden Globe de la meilleure actrice dans un second rôle pour Témoin à charge